# Philip A. Traynor
Philip Andrew Traynor (* 31. Mai 1874 in Wilmington, Delaware; † 5. Dezember 1962 ebenda) war ein US-amerikanischer Politiker. Zwischen 1941 und 1943 sowie nochmals von 1945 bis 1947 vertrat er den Bundesstaat Delaware im US-Repräsentantenhaus.

## Werdegang
Philip Traynor besuchte die öffentlichen Schulen seiner Heimat und das Goldey Business College in Wilmington sowie die University of Delaware in Newark. Anschließend studierte er an der University of Pennsylvania Zahnmedizin. Nach seiner Zulassung als Zahnarzt begann er in Wilmington zu praktizieren. Von 1918 bis 1943 war er Mitglied im Staatsausschuss für Zahnmedizin (State Board of Dentistry), seit 1922 war er dessen Vorsitzender.
Traynor war Mitglied der Demokratischen Partei. Im Jahr 1936 war er Delegierter auf der regionalen Parteiversammlung in Delaware. Zwischen 1938 und 1942 war er Kurator der Ferris Industrial School for Boys. 1940 wurde er gegen den republikanischen Amtsinhaber George S. Williams in das US-Repräsentantenhaus in Washington, D.C. gewählt. Dort konnte er zwischen dem 3. Januar 1941 und dem 3. Januar 1943 zunächst eine Legislaturperiode absolvieren. Bei den Wahlen des Jahres 1942 unterlag er dem Republikaner Earle D. Willey. Zwei Jahre später kam es bei den Wahlen des Jahres 1944 erneut zum Duell zwischen Traynor und Willey. Dabei konnte sich Traynor mit 50 % der Wählerstimmen gegen Willeys 49 % knapp durchsetzen und seinen alten Sitz im Kongress zurückgewinnen. Damit verbrachte er zwischen dem 3. Januar 1945 und dem 3. Januar 1947 eine weitere Legislaturperiode im Kongress. 1946 stellte er sich erneut zur Wiederwahl, verlor aber mit 44 % zu 56 % der Stimmen gegen Cale Boggs.
Nach dem Ende seiner Zeit im Kongress arbeitete Philip Traynor wieder als Zahnarzt. Er starb im Dezember 1962 im Alter von 88 Jahren und wurde in Wilmington beigesetzt.